# Aceite remanufacturado

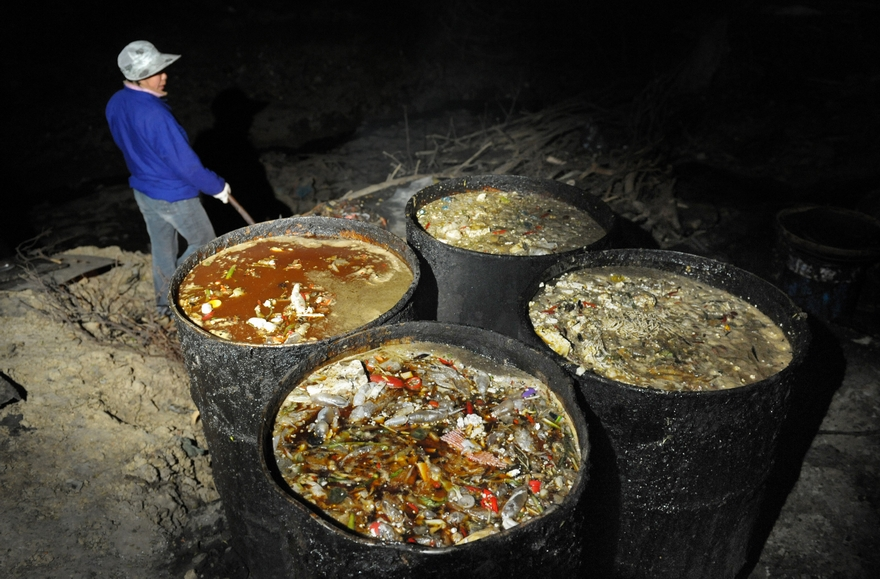
Un trabajador procesa los restos de comida recogidos para fabricar aceite alimentario

El aceite remanufacturado (chino: 地沟油; pinyin: dìgōu yóu, o en chino, 餿水油; pinyin, sōushuǐ yóu; sōushuǐ yóu) es un término utilizado en China, Hong Kong, Macao y Taiwán para describir aceite de cocina ilícito, el cual ha sido reciclado desde residuos de aceite recogido en fuentes como restaurantes, desagües, colectores de grasas y residuos de matadero. El problema es muy frecuente en la República Popular China. El proceso de obtención es a menudo muy rudimentario; las técnicas incluyen filtración, cocción, refinado y la extracción de adulterantes. Es empaquetado y revendido como alternativa más barata en sustitución del aceite de cocina normal. Otra versión de aceite remanufacturado es el aceite obtenido de las partes descartadas de los animales (pieles y grasa, órganos internos), o carnes caducadas o de baja calidad que luego son cocinados en taques gigantes para separar el aceite. El aceite remanufacturado puede costar un 45% menos que el aceite refinado. Por ello hay un gran incentivo económico para producir y vender este tipo de aceite. Se estima que la comida de uno de cada diez puestos de comida callejeros en China se prepara con aceite remanufacturado. Esta alta prevalencia se debe a que "el aceite ilegal no muestra ninguna diferencia en cuando al aspecto y características después de ser refinado y purificado porque los criminales son hábiles copiando los estándares establecidos", según Feng Ping del Centro de Investigación de Carne en China
El primer caso documentado de aceite remanufacturado en China continental fue reportado en el año 2000, cuando un buhonero fue descubierto vendiendo el aceite a partir de trituradores de basura de algún restaurante.Mientras que el primer caso documentado en Taiwán fue reportada en el año 1985. En una investigación subsiguiente, 22 personas fueron arrestadas por implicación en un grupo de reciclaje de aceite por más de 10 años en Taipéi. La condena más fuerte fue sentenciado a 7 años en prisión.
Además, hubo otra información que data de los años 60 en que Taiwán estuvo importando el "aceite de trinchera" desde Japón, para ser utilizado en procesamiento de alimentos.
En septiembre de 2012, una investigación en curso reveló la sospecha del uso de aceite remanufacturado como el material crudo en la industria farmacéutica de la República Popular China. En septiembre de 2014 hubo un escándalo que implicó 240 toneladas de aceite remanufacturado en Taiwán, afectando a centenares de compañías y miles de comidas por raciones, algunos de los cuales pueden haber sido exportados en el extranjero.

## Producción y distribución
El aceite de residuos recogido suele ser vendido a talleres locales o fábricas pequeñas para su limpieza y embalaje. Cuando es vendido a talleres es a menudo transportado en la parte trasera de bicicletas, después el aceite es puesto en barriles de 55 galones en los talleres hasta que este sea procesado. En otras ocasiones el aceite va a refinerías de aceite de cocina industrial para procesamiento más lejano antes de que finalmente logra su propósito de fin. Las refinerías de petróleo industriales son normalmente productoras legítimas que vende el aceite procesado para uso en el químico o industrias de energía. El aceite es perfectamente adecuado como ingrediente crudo para producir jabón, goma, bio-combustible y cosméticos. Aun así, no hay reglas o protocolos para impedir compras de o ventas a entidades pretendiendo utilizar el aceite para consumo humano, así que es muy común su venta individual o mayorista para adquirir aceite de estas refinerías industriales y revender el aceite a restaurantes.

## Efectos de salud
Se ha demostrado que el aceite remanufacturado es muy tóxico, y puede causar diarrea y dolor abdominal. También se informa que el consumo prolongado del aceite puede cuajarse en el estómago y generar cáncer de hígado así como desórdenes en el desarrollo en bebés y niños. Se probó que en algunas muestras de aceite remanufacturado se localizó hidrocarburos aromáticos policíclicos (PAH), un contaminante peligroso que puede causar cáncer por consumo a largo plazo. El aceite remanufacturado también tiene una alta probabilidad de contener aflatoxinas, altamente carcinógeno. Zeng Jing Del Hospital Policía de Guangdong dijo sobre el aceite remanufacturado que "la grasa animal y el aceite vegetal en aceite refinada de residuos experimentará enranciamiento, oxidación y descomposición por contaminación que produce sustancias tóxicas como arsénico. Lo que causa indigestión, insomnio, incomodidad de hígado y otros síntomas".